# 久保律子
久保律子（くぼ りつこ- ）は、マシュマロ研究家。マシュマリスト。マシュマロ専門店「神戸マシュマロ浪漫」オーナー。兵庫県神戸市出身。血液型O型。

## 来歴
グルメ雑誌のコーディネートや料理コンテストの審査員を務める傍ら、マシュマロの手作りによる新しい製造方法を研究。さまざまなマシュマロを完成させた。
2006年10月に、神戸元町・南京町にマシュマロ専門店「神戸マシュマロ浪漫」をオープン。
2007年9月に、プランタン銀座に「プランタン銀座店」をオープン。